# Біскупиці (Меховський повіт)
Біскупиці (пол. Biskupice) — село в Польщі, у гміні Мехув Меховського повіту Малопольського воєводства.
Населення — 329 осіб (2011).
У 1975-1998 роках село належало до Келецького воєводства.

## Демографія
Демографічна структура станом на 31 березня 2011 року:
|          | Загалом | Допрацездатний вік | Працездатний вік | Постпрацездатний вік |
| -------- | ------- | ------------------ | ---------------- | -------------------- |
| Чоловіки | 164     | 34                 | 111              | 19                   |
| Жінки    | 165     | 25                 | 94               | 46                   |
| Разом    | 329     | 59                 | 205              | 65                   |